# Grace Quan
Le Grace Quan est une reconstruction moderne d'une jonque de pêche à la crevette sino-américaine, similaire à celles de la flotte qui opérait dans la baie de San Francisco à la fin du XIXe et au début du XXe siècle.

## Historique
La jonque a été construite par une équipe de bénévoles et de personnel du National Park Service en 2003 dans le cadre d'un projet conjoint entre le China Camp State Park à San Rafael, en Californie et le San Francisco Maritime National Historical Park, et est maintenant exposée et exploitée conjointement par les deux institutions. Il fonctionne comme un "musée de la voile fonctionnel" pour éduquer le public sur un chapitre précédemment oublié de l'histoire des immigrants sino-américains en Californie.
La conception du Grace Quan a été dérivée de photographies historiques et d'informations archéologiques. Les matériaux traditionnels tels que les planches de séquoia, les clous forgés et le calfeutrage à base de chaux et d'huile de lin ont été utilisés par l'équipage de construction de bateaux, tout comme les techniques traditionnelles de construction de bateaux chinoises telles que le pliage du bois au feu et le clouage des planches les unes aux autres le long des joints de planche.
La voile en toile de coton a été traitée selon la méthode traditionnelle consistant à faire bouillir la voile nouvellement fabriquée dans une cuve d'eau chaude et l'écorce séchée broyée de chênes tanbark.

## Galerie

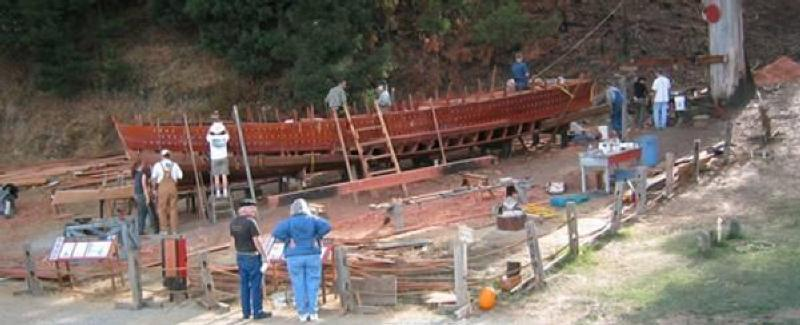
Construction (2003)
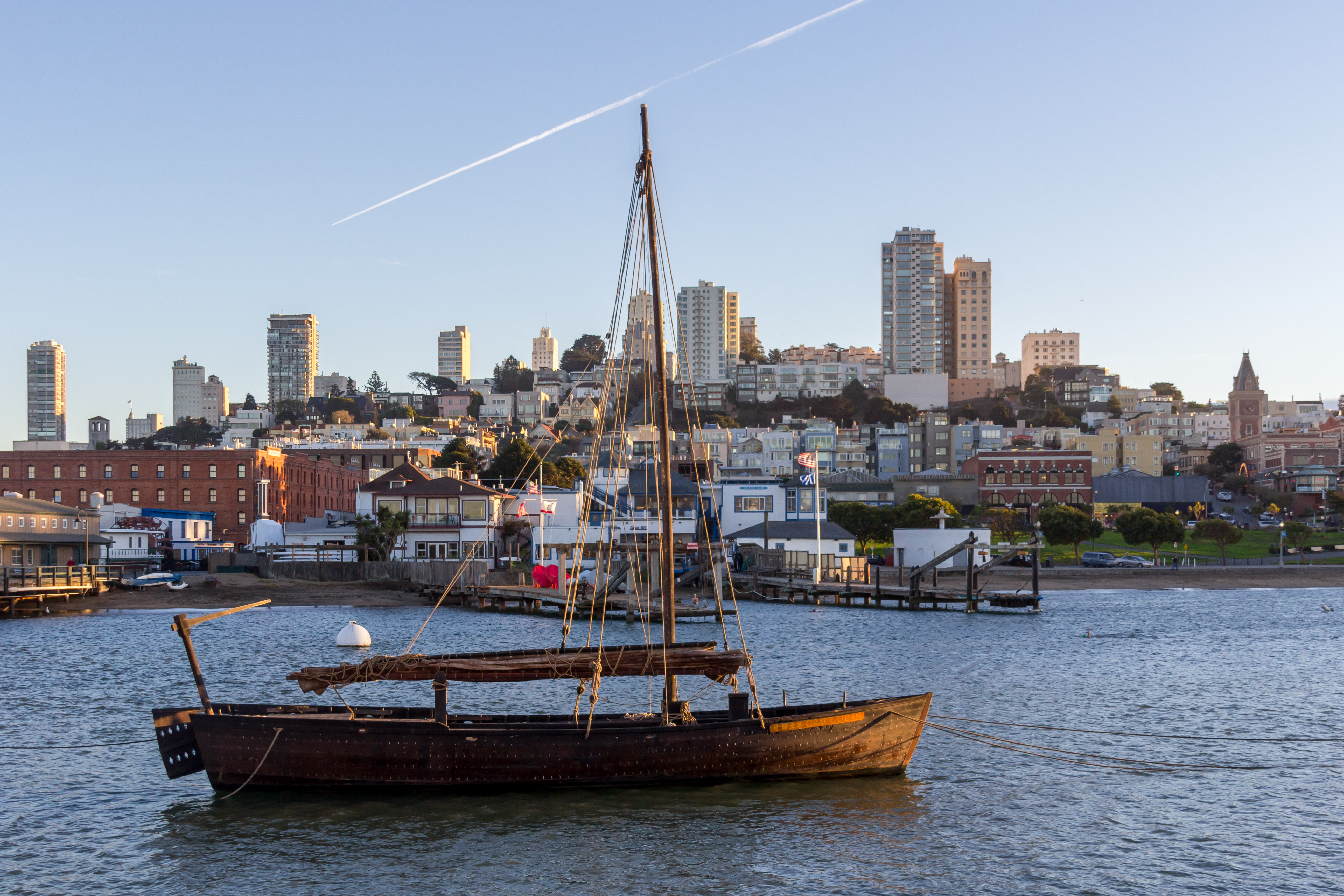
A San Francisco (2015)
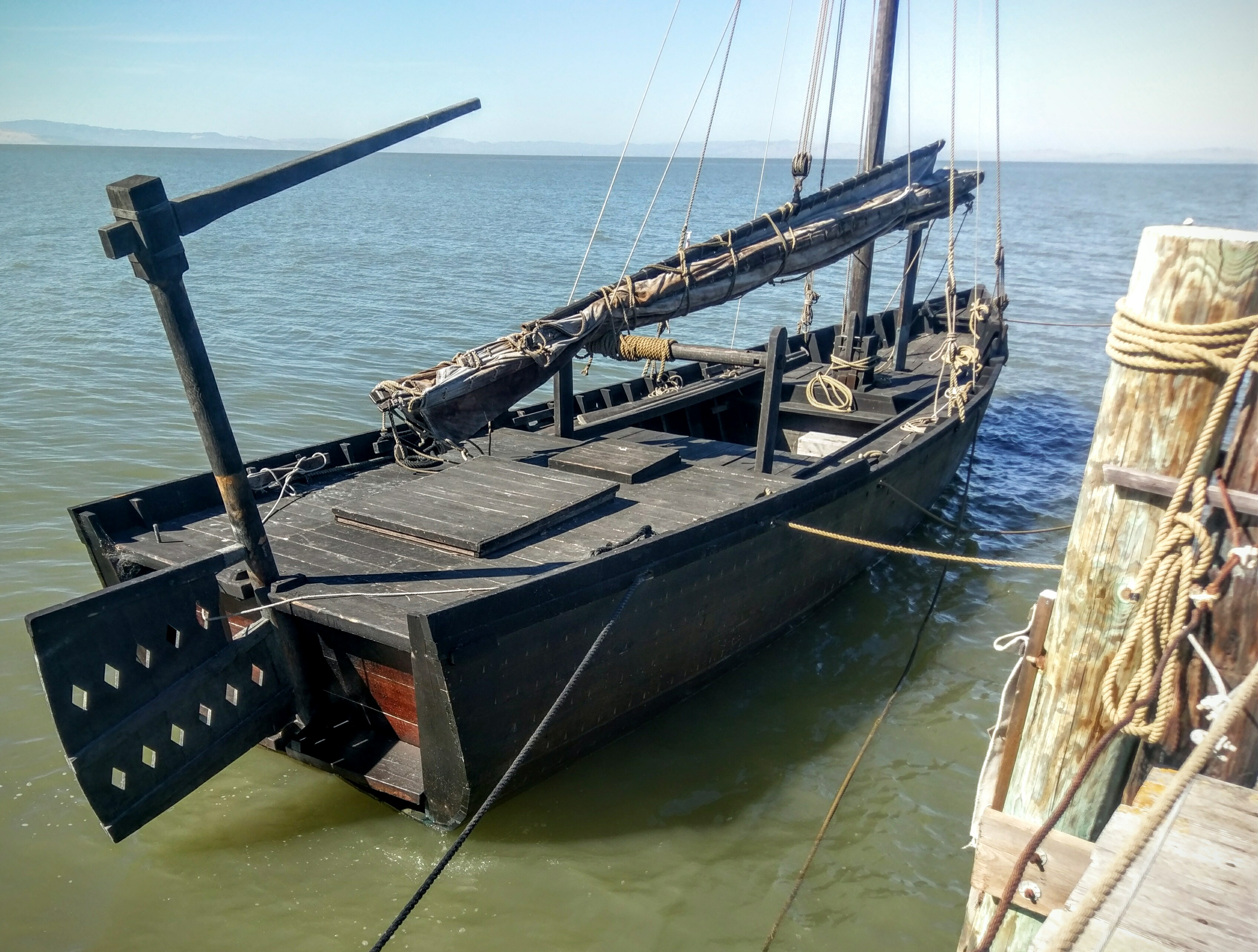
Au China Camp State Park (2016)